# Drei Schmiede

Drei Schmiede vor dem Kaufhaus Stockmann

Im Hintergrund das Haus des Spenders Julius Tallberg

Die Statue Drei Schmiede steht im Stadtzentrum von Helsinki auf dem Kolmen sepän aukio (deutsch Drei-Schmiede-Platz) an der Mannerheimintie am Abzweig Aleksanterinkatu (schwedisch: Alexandersgatan, häufig einfach: Aleksi) gegenüber dem Kaufhaus Stockmann. Sie wurde 1932 von Felix Nylund errichtet.
Der obere Teil der Bronzestatue steht auf einer Basis aus Granit und zeigt drei nackte Männer an einem Amboss. Diese runde Basis trägt den lateinischen Text

“monumentum - ponendum - curavit – legatum – j. tallbergianum – pro helsingfors ad mcmxxxii”

„Diese Statue wurde mit Hilfe einer Spende von J. Tallberg von Pro Helsingfors im Jahr 1932 errichtet“

Die Stiftung Pro Helsingfors hatte die Statue vom Kaufmann Julius Tallberg, dessen Kaufhaus sich am nördlichen Ende des Platzes befand, als Spende erhalten.
Während des Fortsetzungskrieges wurde die Statue 1944 durch Bombensplitter beschädigt, das ist heute noch zu erkennen. Heute ist die Statue ein beliebter Treffpunkt, der Platz ist auch im Winter lange eisfrei, denn es existiert unterhalb der Aleksanterinkatu ein Heizsystem, das die Straße auch bei Temperaturen von bis zu −10 °C frei von Schnee und Eis hält. Die Wärme entstammt dem abfließenden Fernwärmewasser der umliegenden Gebäude. So kann man selbst im Winter an dieser Statue im Freien sitzen.
Ein Gipsmodell der Statue befindet sich in der Akademiebibliothek. In der Weihnachtszeit werden die Statuen gerne mit Weihnachtsmützen geschmückt.
Im Frühjahr 2020, während der COVID-19-Pandemie, wurde den drei Schmieden ein Mund-Nasen-Schutz angelegt und eine Nachbildung des Coronavirus auf den Amboss der Statue gelegt, sodass es wirkte, als zerschlügen die Schmiede das Virus.